# Nigamananda Paramahansa
Swami Nigamananda Paramahansa (né Nalinikanta Chattopadhyay ; 18 août 1880 – 29 novembre 1935) est un yogi Indien, gourou et mystique connu dans l'est de l'Inde,,,. Il est associé au culte de Shakti et considéré comme un parfait maître spirituel de tantra, védanta, yoga et bhakti,,.
Nigamananda est née dans une famille de brahmanes bengali dans le hameau de Kutabpur, dans le district de Nadia (actuellement district de Meherpur au Bangladesh). C'est un sannyasin du culte de Adi Shankara. Après son ordination en tant que sannyasin, il devient Paribrajakacharya Paramahansa Srimat Swami Nigamananda Saraswati Deva.
Nigamananda atteint la perfection dans quatre sadhanas (disciplines spirituelles) différentes : le tantra, le védanta, le yoga et la bhakti,. Sur la base de ces expériences, il écrit cinq livres en bengali : Brahamcharya Sadhana (ब्रह्मचर्य साधन), Yogi Gourou (योगिगुरु), Gyani Gourou (ज्ञानीगुरु), Tantrika Gourou (तांत्रिकगुरु), et Premik Gourou (प्रेमिकगुरु),, Nigamananda aurait connu l'état de Nirvikalpa Samadhi.
Après sa retraite de la Saraswata Matha, Nigamananda passe les quatorze dernières années de sa vie à Purî. Durga Charan Mohanty (en), un élève de l'école, le rencontre à Nilachala Kutir (en) en 1930 et le reconnaît en tant que sadguru (en) (vrai gourou en sanskrit). Mohanty devient le disciple de Nigamananda, écrit des livres pour l'établissement de Nigamananda, Nilachala Saraswata Sangha (en), et traduit les livres bengali de Nigamananda en Odia. Sous les encouragements de Mohanty, plus de 100 ashrams opèrent en Odisha. Mohanty continue à diffuser le message de Nigamananda jusqu'à sa mort le 7 décembre 1985.

## Biographie

### Enfance, études et vie de service (1880-1901)

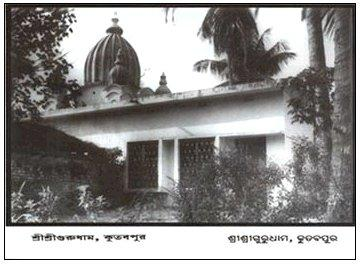
कुतबपुर-Kutabpur(Gurudham), le lieu de naissance de Swami Nigamananda dans le District de Nadia

À sa naissance, Nigamananda est appelé Nalinikanta (নলিনীকান্ত, ନଳିନୀକାନ୍ତ, नलिनीकान्त – la signification est : lotus, eau), par la volonté de son père, Bhuban Mohan et les conseils du guru de son père, Swami Bhaskarananda Saraswati. À l'âge de treize ans (1893), Nalinikanta perd sa mère Manikya Sundari Devi, victime du choléra, le poussant à la dépression,. En 1894-1895, il réussit l'examen pour l'obtention d'une bourse et étudie au lycée de Meherpur. En 1895, il entre à l'Université d'ingénierie et de technologie du Bangladesh. En 1897, son père le marie à une fille de treize ans nommée Sudhansubala Devi de Halisahar (en). Il achève ses études en 1899 et rejoint un service du conseil du district de Dinajpur, succédant à Rani Rashmoni. À la fin de Vadra (août-septembre dans le calendrier bengali), en 1901, alors qu’il est superviseur du domaine de Narayanpur, Assam (en) (Zamindar),,, Nalinikanta voit l’ombre de sa femme debout à la table, illuminante et silencieuse, alors qu'elle est loin, à Kutabpur (en) (le village de Nalinikanta). Il se rend à Kutabpur pour s'informer et apprend qu'elle est morte une heure avant sa vision. Il tente alors sans succès d'atteindre sa femme par les sciences occultes.

### Tournant
Jusqu'à ce qu'il perde sa femme, Nalinikanta avait vu la mort comme la fin ultime. Cette perte l’amenant à croire en une vie après la mort, il devient obsédé par cette question. Sa quête le conduit à Madras (maintenant Chennai) pour étudier la théosophie à la Société théosophique d'Adyar. Grâce à un médium, il parle à sa femme, mais reste insatisfait. Ses discussions au sein de la Société théosophique le conduisent à chercher un yogi qui puisse satisfaire son désir de rencontrer sa femme dans l'au-delà et l'éduquer à une véritable philosophie de « la vie après la mort ».

### Expérience spirituelle (1902-1905)

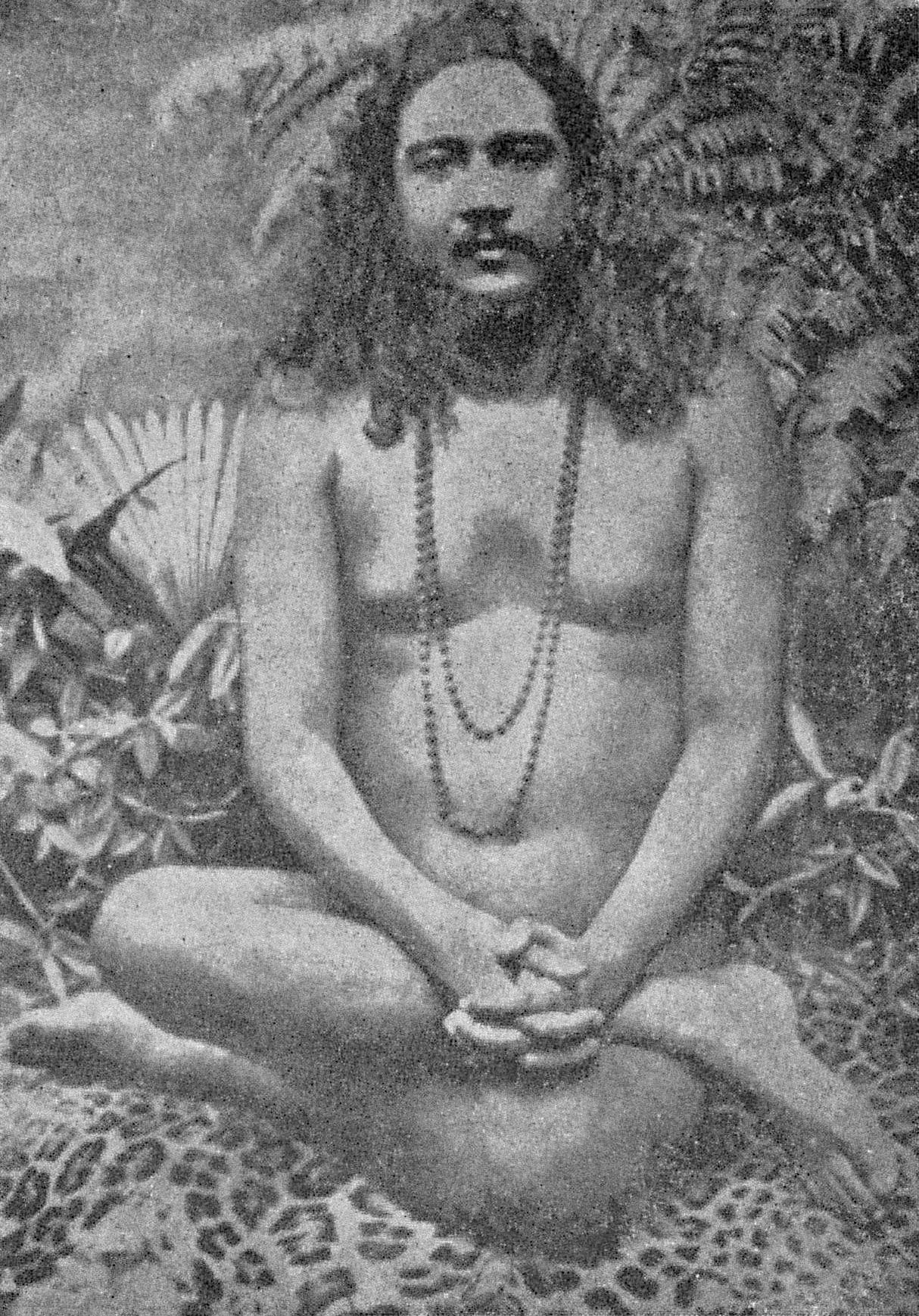
"Nalinikanta" devient ascète et prend le nom de Nigamananda en 1904 (le 11 Vadra en 1309, BS)

Une nuit, Nalinikanta rêve d'un sâdhu avec une aura lumineuse. Il se réveille pour trouver le sadhu à côté de son lit. Le sadhu lui tend une feuille de bael avec un mantra écrit dessus et disparaît. Nalinikanta demande à de nombreuses personnes la signification du mantra. Enfin, il rencontre Bamakhepa – un célèbre adepte du tantra – de Tarapith dans le district de Birbhum,,. Nalinikanta est initié (dikhshya) par Bamakhepa et est invité à chanter son mantra pendant 21 jours. Sous la direction de Bamakhepa, il a un darshan physique de Tara Devi (déesse indienne) sous la forme de sa femme,. Ce darshan le conduit à un autre mystère. Il voit Tara Devi sortir de son corps et se fondre en lui. Pour résoudre ce mystère, Bamakshepa conseille à Nalinikanta d’acquérir la connaissance de l’Advaïta grâce à un gourou védantique. En 1902, il cherche un gourou jnani. Il rencontre Guru Satchidananda Saraswati au lieu saint de Pushkar, dans l'État indien du Rajasthan. Il réalise que Satchidananda Saraswati est le sadhu qui lui a donné le mantra Tara dans son rêve. Nalinikanta devient son disciple, et apprend les théories de Brahma (le Dieu sans forme), les Brahma sutras et le védanta. Il est initié par Satchidananda au renoncement et selon ce principe, change son nom en Nigamananda.
Satchidananda engage Nigamananda à entreprendre les pèlerinages aux quatre institutions (Char Dham (en)) de sièges religieux et réaliser pour lui-même la signification de chacun, tout comme les hindous considèrent ces lieux de culte comme sacrés. Après ces pèlerinages, il retourne à l'ashram.
À son arrivée à l'ashram, Sachidananda passe en revue les pèlerinages de Nigamananda et déclare : "Mon garçon ! Tu as fait le tour du monde et tu as vu les lieux de culte et acquis des connaissances et de l'expérience. Tout ce que j'avais à t'apprendre a été accompli, mais c'est à toi maintenant de mettre mes enseignements en pratique. Tu dois faire l'expérience de la vérité par toi-même et cela ne peut se faire que par des efforts concertés, ainsi que par la pratique et l'observation des principes du yoga. Ainsi, tu dois maintenant rechercher un gourou qui te fournira les conseils appropriés en ce sens.

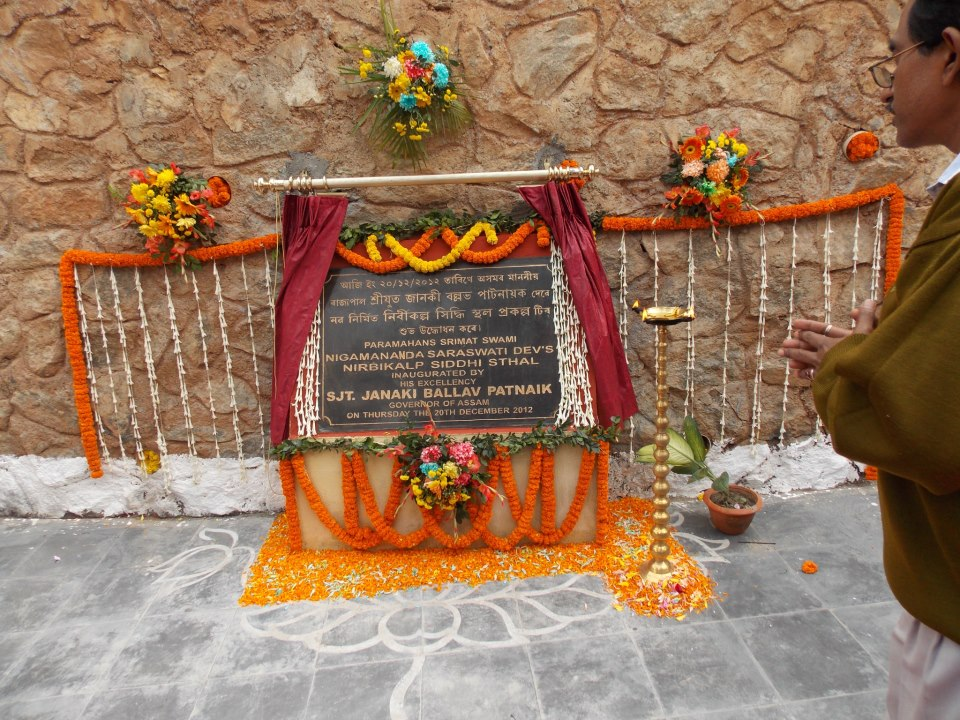
Gauhati (Assam) - Kamakhya Hill : c'est l'endroit, où Nigamananda a expérimenté le Nirivikalpa Samadhi (निर्बिकल्प समाधि), et le lieu est identifié par le gouvernement de l'État d'Assam en 2012.

Nigamananda cherche de nouveau un gourou. En 1903, il rencontre un « gourou yogi » (maître de yoga) qu'il appelle Sumeru Dasji (également connu sous le nom de Koot Hoomi Lal Singh ou Kuthumi). Nigamananda est accepté comme disciple. Sous la direction de Das, il apprend le yoga. Après une pratique difficile, au mois de Poush 1904, Nigamananda parvient à maîtriser Savikalpa samadhi (la transe dans laquelle le yogi perd sa conscience corporelle et acquiert une conscience transcendantale tout en conservant son identité individuelle). Peu de temps après, Nigamananda souhaite connaître l'état de Nirvikalpa – le samadhi yogique le plus avancé au temple de Kamakshya, à Guwahati dans l’État d'Assam (Colline de Nilachal),,. Les adeptes de Nigamananda croient qu'il est entré par ce biais dans le samadhi et qu'il est retourné dans son corps avec la conscience résiduelle de « Je suis le maître ou le gourou » et par le yoga, il avait visualisé et compris en pratique dans son propre corps les connaissances védiques de son gourou,,.
(Le lieu « Nirvikalpa samadhi », où Swami Nigamananda a vécu cette expérience, a été identifié. Le 20 décembre 2012, le gouverneur de l’État d'Assam, Janaki Ballav Patnaik, a inauguré le Nirbikalpa Sidhi Sthal de Swami Nigamananda sur la Colline de Nilachal, au temple de Kamakshya, à Guwahati),.
En 1904, il est à Kashi (maintenant connu comme Varanasi), lorsque la Déesse Annapurna (en) apparaît dans un autre rêve et lui dit que ses connaissances étaient limitées à un dieu sans forme et qu'il n'était pas allé au-delà, et donc restait encore incomplet. Il accepte le défi de la déesse Annapurna et se rend à Gouri devi (une siddha yogini) pour apprendre la bhava sadhana. Gouri devi l'accepte comme disciple et lui apprend la bhakti ou prem (nature éternelle du jeu de l'amour divin) pour comprendre le monde physique comme la transformation de Dieu dans la bhava sadhana,.
La recherche longue et continue de Nigamananda pour son gourou ressemble à la recherche entreprise par ses futurs disciples pour le trouver,.

### Reconnaissance en tant queparamahansa(1904)
En 1904, Nigamananda se rend à Allahabad (aujourd'hui Prayagraj) pour voir la Kumbha Mela et apprend que son maître Satchidananda se trouve dans la région, chez Sankaracarya de Sringeri Sharada Peetham (en). Il trouve Sankaracarya assis sur un trône surélevé entouré de 125 moines, y compris son gourou. En le voyant, Nigamananda rend d'abord hommage à son gourou, puis à Sankaracarya de rang supérieur. Les sadhus sont bouleversés par ce manque de respect de ne pas honorer d'abord Sankaracarya, mais en réponse Nigamananda cite le texte suivant : Mannatha shri jagannatha madguru shri jagadguru madatma sarvabhutatma tasmai shri gurave namaha (मन्नाथ श्री जगन्नाथ मदगुरु श्री जगदगुरु मदात्मा सर्वभूतात्मा तस्मै श्री गुरवे नमः), signifiant, « mon gourou est le plus élevé du monde entier, donc je dois d'abord respecter mon gourou en premier »,,. Nigamananda explique ensuite aux assemblées de sadhus que « sur la base de la philosophie du védanta, il n'y a aucune différence entre son gourou (Shri Satchidananda Saraswati) et le Jagadguru (Shri Shankarcharya) »,.
Sankaracarya souscrit à cette réponse et reconnaît que Nigamananda a atteint l'illumination spirituelle. Sankaracarya lui confère le titre de Paramahamsa et vient à être connu sous le nom de Paribrajakacharay Paramahansa Shree Mad Swami Nigamananda Saraswati Deva (परिब्राजकचार्य परमहंस श्री मद स्वामी निगमानंद सरस्वती देव),,.

### Mort (1935)
Nigamananda passe les quatorze dernières années de sa vie à Puri. Il meurt à Calcutta le 29 novembre 1935. Les fidèles de Nigamananda rendent hommage à sa mémoire et se réunissent lors de congrégations annuelles (sammilani) et autres cérémonies. Son ashram à Halisahar,,, Saraswata Matha (anciennement Shanti Ashram) à Jorhat et à Sundarbans sont des lieux de pèlerinage,.

## Mission
La mission de Nigamananda consiste à propager le sanatana dharma (सनातन धर्म) – fondement spirituel de la religion hindoue – à diffuser le « droit à l'éducation » (सत् शिक्षा बिश्तार) parmi les gens, à publier des ouvrages spirituels mettant l'accent sur la construction du caractère et à fournir un « service à toutes les créatures » (नर देहे नारायण सेवा), avec l'attitude de servir le Dieu qui habite en chacun.
Afin de réaliser ces objectifs, il enjoint à ses fidèles de « mener une vie de famille idéale » (आदर्श गृहस्थ जीवन गठन), de combiner le pouvoir des associations spirituelles (संघ शक्ति प्रतिष्ठा) et de « partager ou échanger des sentiments spirituels entre les disciples » (भाव बिनिमय),,.

## Jayaguru(जयगुरु ଜୟଗୁରୁ জয়গুরু)
Pour atteindre les objectifs ci-dessus, il initie des milliers d'hommes et de femmes intéressés de tous les horizons et leur enseigne ses pratiques spirituelles. Elles sont dépourvues de parti pris sectaire en ce sens qu’elles n’offrent pas un ensemble complet de services de culte, de prière et de méditation. Il encourage ses disciples à se réunir périodiquement en groupes (sangha) de trois personnes ou plus afin de prier et d'adorer le gourou, d'échanger des expériences spirituelles et de chanter jayaguru (जयगुरु ଜୟଗୁରୁ), un mot non sectaire qu'il a inventé, signifiant « Gloire de, par et pour le Maître ». Il leur demande de lire des livres spirituels et de trouver des moyens de gérer les monastères et ashrams, et de s'engager à mener une vie de famille idéale inspirée par la spiritualité. Il dit à ses disciples que la gloire de Dieu ou du Gourou est expérimentée à travers le mot jayaguru. On peut atteindre Dieu par ce nom puisque Dieu est le gourou ou le maître de l'univers. Les personnes appartenant à un groupe ou à une croyance quelconque peuvent accepter ce nom sans aucun risque pour leur progression dans la vie religieuse.

## Philosophie et enseignements

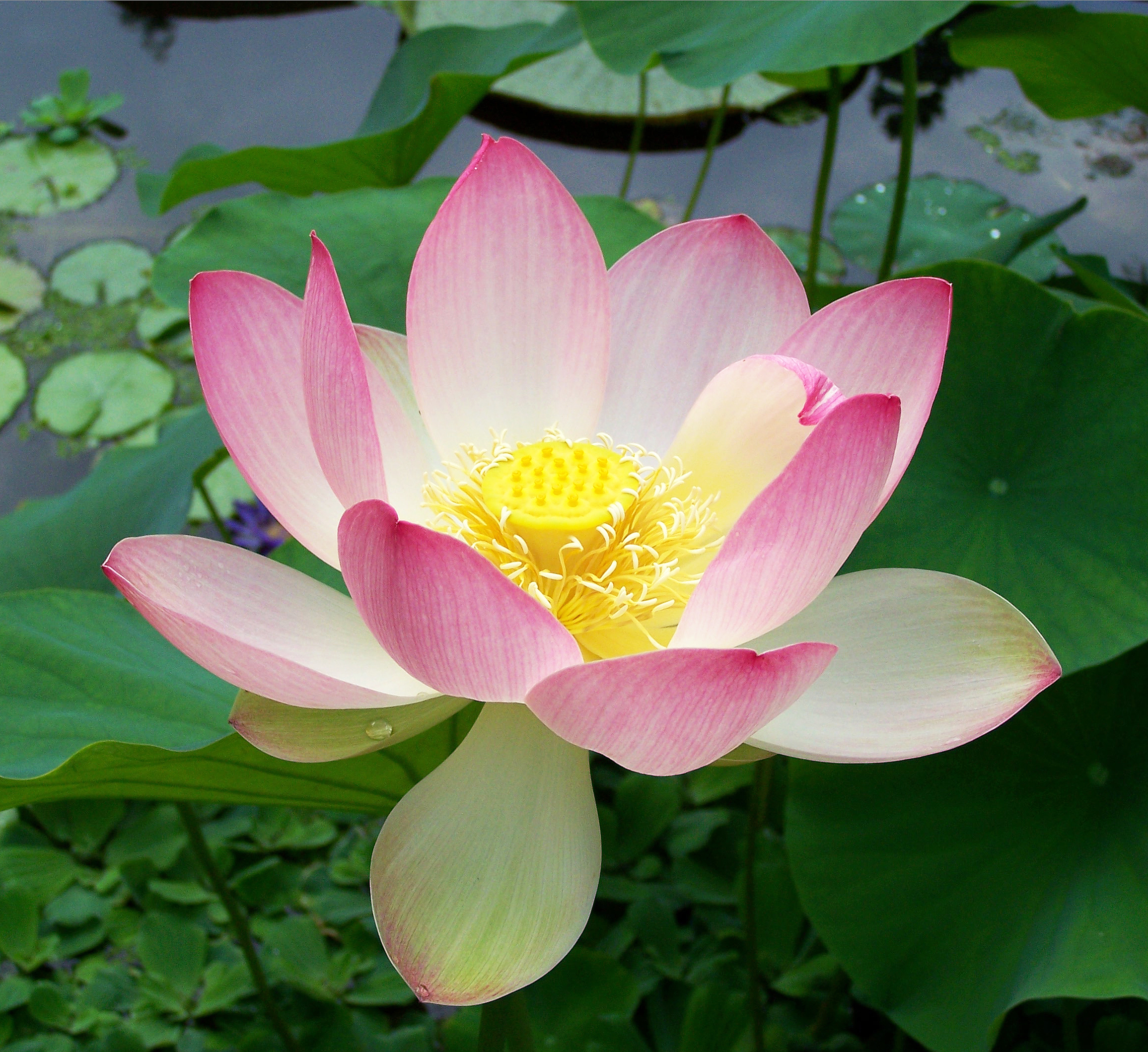
Krishna a parlé à Arjuna de la relation entre le Gourou et Dieu au cours de son enseignement. Il a utilisé le mot aham lorsqu'il se désignait en tant que gourou et tat lorsqu'il désignait Dieu. Il a mentionné Dieu dans les versets suivants : tat-prasadat param santim sthanam prapsyasi sasvatam Bhagavad-Gita (Bhagvad Gita 18.62).

Nigamananda est un sanyasin du culte de Adi Shankara. Il étudie la philosophie védanta due à Shankaracharya après avoir été initié comme sanyasin de cet ordre.
Les enseignements fondamentaux de Nigamananda sont que gourou et Iṣṭa-devatā (en) (qui désigne la divinité préférée d'un adorateur) sont identiques et que les disciples devraient adopter les idéaux de Lord Shankara (c'est-à-dire les principes de jñāna) et les idéaux de Lord Gauranga (c'est-à-dire le chemin de la bhakti). Il indique que les disciplines de Shankara étaient difficiles et que Gauranga offrait un chemin plus facile. Selon Nigamananda, Shankara et Gauranga fournissent une combinaison douce de jñāna et de bhakti pour diriger le monde de la bonne manière.
La philosophie et les enseignements de Nigamananda selon Chetanananda Saraswati sont expliqués ici :

### Avatar etSadguru
Nigamananda n'a jamais admis qu'il était une incarnation de Dieu, c'est-à-dire un Avatar (अवतार), bien que de nombreux disciples le croyaient comme tel. Il a déclaré qu'une incarnation est une descendance exclusive de Dieu sur la terre pour défendre l'ordre spirituel. Bien qu’il le puisse, l’Avatar n’éclaire ni ne guide généralement les individus. Grâce à son action, la justice est établie et les forces démoniaques sont détruites. Nigamananda veut être traité comme un Sadguru (un maître spirituel parfait) qui, en raison de sa quête à travers une succession de naissances et de morts, a atteint la connaissance de son swaroop (स्वरुप : nature vraie ou potentielle, c’est-à-dire conscience suprême universelle). Les Ecrits montrent que Gautama lui-même a dû traverser de nombreuses naissances avant de réaliser la vérité et de devenir le Bouddha. Nigamananda a également souligné qu'un Avatar ne reste pas toujours dans l'état permettant la lila (jeu divin).

### Sadguru,Jagadguruet Dieu
Selon Nigamananda, le disciple devrait considérer son gourou comme le Jagadguru (ou le Maître du monde, le Purushottama) et non comme un être humain ordinaire, en accord avec la déclaration de Krishna dans la Bhagavad-Gita :
« Celui qui connaît vraiment Ma naissance et Mes activités pour être divin ne naît de nouveau, mais M’atteint Moi. Bhagavad-Gita (4.9) »
L'aphorisme de Patanjali élargit cette idée : En se concentrant sur la forme de celui qui n'a pas d'attachement, on parvient à la concentration de son esprit. Nigamananda conseille à ses disciples de méditer sur sa forme physique de manière que toutes les qualités et attributs admirables en lui soient automatiquement transférés en eux et façonnent leurs âmes. En outre, il assure que parce qu'il a, en utilisant trois modes de pratique spirituelle, expérimenté simultanément la nature de Brahma (ब्रह्म), Paramatman (परमात्मा : Soi universel suprême) et Bhagavan (भगवान : Divinité personnelle et universelle), il proclame que ses disciples auraient simultanément une telle expérience. Cela, dit t-il, est sa seule attente de la part de ses disciples et il aimerait attendre le jour pour que cela se réalise.

### Ordre des réalisations spirituelles
Selon Nigamananda, la théorie de la réalisation de soi nécessite l'expansion du soi individuel au statut du soi suprême universel. Ces expansions ne peuvent être pratiquées directement que par les plus compétents des aspirants sanyasins, au moyen d’investigations intellectuelles précises, d’analyses et de méditations profondes, bien que le service rendu au Maître soit également la clé du succès. Cependant, Nigamananda souligne que le véritable amour divin transcendantal et son extase ne pourraient être vécus convenablement par les plus chanceux qu'après avoir atteint la réalisation moniste du suprême tel que déclaré par le Seigneur Krishna lui-même dans la Bhagavad-Gita :
« Ayant réalisé l'état d'unité avec le moi suprême ou Parabrahman et ayant atteint la tranquillité d'esprit, l'aspirant ne se plaint jamais ni ne désire et, considérant tous les êtres comme semblables, il atteint la dévotion suprême envers Moi. Bhagavad-Gita (18.54). »

### Réconciliation des activités monistes et dualistes
Contrairement aux saints qui ont reconnu et prêché une diversité de doctrines pour la réalisation de soi ou de Dieu et ont offert de multiples voies pour les atteindre, Nigamananda suggère que la réalisation de l'unité de soi et du soi suprême universel (परंब्रह्म : Parabrahman) comme le véritable et le plus élevé des objectifs de la vie humaine.
Pour la plupart des aspirants, le chemin est celui de la vraie dévotion au parfait maître spirituel (Sadguru) qui les initie. Rendre le service personnel au Maître et invoquer sa grâce par des prières, des chants et une simple méditation sont les principaux modes de pratique spirituelle pour eux. Ils acquièrent la réalisation non dualiste que leur maître est une âme réalisée (ब्रह्मज्ञानी : Brahmajnani) et connaissent la félicité en raison de leur amour intense pour lui au fil du temps, lorsqu'ils ont la possibilité de participer à sa lila (लिला : jeu divin) pour aider les autres.
Nigamananda souligne que le chemin indiqué par Gauranga (en), qui pratiquait et prêchait la dévotion et l'amour inconditionnels pour Dieu, est plutôt étroit, dans la mesure où il est dirigé vers Sri Krishna en tant que seul Dieu. Pour élargir ce chemin, Nigamananda suggère de prendre le maître comme incarnation de Sri Krishna (ou toute autre divinité que l'aspirant aime), auquel cas le guide lui-même devient le but. C'est ainsi que Nigamananda réconcilie de manière convaincante les deux credo apparemment contradictoires de Shankaracharya et Gauranga, qui prônent le principe et la pratique de la dualité apparente entre le dévot et Dieu. Après tout, Nigamananda souligne que sur le chemin de la dévotion et de l'amour, l'aspirant doit maîtriser ou apprivoiser son ego de manière adéquate et qu'il atteint ainsi le même stade que celui de l'aspirant monastique dont l'ego perd son identité pour atteindre son but. Dans le premier cas, l'individualité du dévot est réduite à une bagatelle, dominée par la conscience personnelle de Dieu, tandis que dans le second, l'aspirant perd sa conscience de soi dans l'océan de conscience impersonnelle universelle.
Jnanachakra
Nigamananda souligne que, bien que la doctrine de la philosophie monastique du védanta traite la réalité suprême en termes d'unicité de la conscience individuelle et universelle, elle n'explique pas systématiquement la structure de la création matérielle abordée par la philosophie Samkhya.
Ce dernier ne traite pas non plus de la réalité suprême. De même, alors que le christianisme met l'accent sur le service et l'abandon en tant que moyen de réaliser Dieu, la philosophie indienne de Poorva Mimamsa prescrit divers rituels pour atteindre le bonheur personnel et collectif malgré les cycles de naissance et de mort.
Au moyen d'un graphique de Jnanachakra (ज्ञानचक्र : les sphères de la cosmologie spirituelle), Nigamananda identifie différentes couches de conscience imbriquées dans le microcosme (le corps) et le macrocosme (l'univers) et souligne les niveaux que les aspirants atteignent finalement. Dans ce graphique, il place Sri Krishna et Radha (गुरु : Gourou et योगमाया : Yogamaya) dans la transition entre le Brahman non qualifié (निर्गुण ब्रह्म : Nirguna) et le Brahman qualifié (सगुण ब्रह्म : Saguna,) qu'il appele Nitya ou Bhavaloka (भाव लोक). (Yogamaya est une forme de pouvoir divin, qui attire sans cesse les âmes terrestres et les aide à réaliser leur vraie nature bienheureuse et à participer au jeu divin, lila).

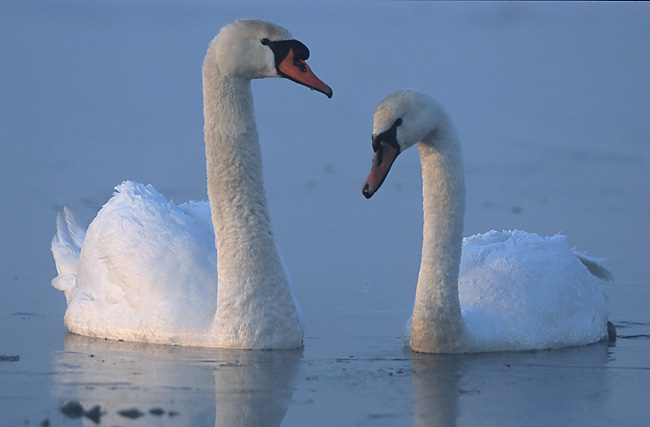
Un Paramahamsa peut être accepté comme un homme parfait et doit être considéré comme l'homme-Dieu. Il reste alors sous la forme "Chinmaya", c'est-à-dire un corps éternel et devient la fontaine de l'amour (Prem),.

### Les autres principaux enseignements
- La libération spirituelle nécessite l'aide d'une personne libérée (un maître Sadguru ou simplement un gourou). Dans les écritures hindoues, cette personne s'appelle Gourou. Sans sa grâce ou sa faveur, personne ne peut progresser. Celui qui a atteint la réalité ultime (Paramatman ou Brahman) comme un avec lui-même (Atman) est le gourou[86].
- Le gourou ne peut être égalé en importance à l'apprentissage formel, au pèlerinage ou à la divinité. Aucun autre n'est plus digne de respect.
- Le gourou est l'incarnation de ce que le védanta enseigne : le moi individuel (Atman) est identique au moi cosmique (Paramatman ou Brahman).
- Un Sadguru ne maudit jamais personne. Même sa colère aide le disciple. L'avantage de dépendre d'un Sadguru est unique et supérieur à dépendre de Dieu, car Dieu ne se matérialise jamais pour donner des instructions.
- Le gourou et le disciple sont inséparables d'une certaine manière. Le gourou ne peut exister sans faire partie de la personnalité ou du caractère d'un vrai disciple.
- Les deux voies de libération sont l'initiation et l'observation des austérités du sannyasa yoga ou le service rendu à un Sadguru. Le premier est extrêmement ardu - le disciple doit en un sens mourir. En d'autres termes, il doit perdre conscience de son corps. Mais s'il aime inconditionnellement le gourou en lui rendant sincèrement service, la libération spirituelle peut être obtenue relativement facilement.
- Rien de substantiel ne peut être réalisé sans la grâce du gourou.
- Le mantra que le gourou donne pendant l’initiation et la divinité choisie par le disciple (ou Ista) sont les mêmes. À moins que le gourou ne devienne la divinité choisie, le mantra reçu perd son pouvoir[87],[88].
- L’acquisition de disciples n’est pas la profession du gourou ; c'est l'inspiration de son cœur. Le gourou prend soin et guide le disciple en espérant qu'un jour le disciple sera spirituellement illuminé.

## Yoga, théories et techniques
Les théories suivantes sont extraites du livre d'Oriya, Shri Shri Thakur Nigamananda (श्री श्री ठाकुर निगमानंद) et de l'écrivain Durga Charan Mohanty-Banamali Dash :

### Théorie dejibanamukta upasana
Un des préceptes majeurs de Nigamananda est la théorie de Jivanmukta Upasana (जीवनमुक्त उपासना), qui selon lui pourrait amener le sadhaka à une réalisation rapide de soi,.

### Théorie dukarma
Selon Nigamananda, le karma est de trois types : Karma Kriyamana (en), Karma Sanchita (en) et Karma Prarabdha (en). Profiter des résultats de son travail de son vivant est le karma kriyaman ; la mort avant la jouissance produit le karma sanchita ou le travail accumulé. Profiter du karma accumulé après la renaissance est le karma prarbdha. En vertu de la sadhana, les effets de kriyaman et de sanchita peuvent être effacés au cours d'une vie, mais il n'est pas possible d'effacer le prarbdha. Une personne possédant des ambitions matérielles est sûre de continuer le chemin sans fin de la naissance et de la mort. Le jivatman quitte le corps grossier pour voyager dans le monde des esprits ou pret lok (monde fantôme). Après avoir subi les effets du karma, il retourne dans le monde physique avec un corps pour la réalisation des désirs de son incarnation antérieure. Comment il se déplace d'un monde à l'autre est un mystère. Les yogis peuvent percevoir ce mystère et dire le Sanskara (rite de passage) (en) du jivatman,,.

### Sur la mort
Nigamananda dit qu'il ne faut pas oublier que la mort approche. Avant de travailler à de bonnes ou de mauvaises actions, il faut également se rappeler que la mort n’est pas loin. La contemplation de la mort chasse le désir de plaisir sensuel et de mauvaises pensées, et met fin aux actes d'injustice. L'attachement à la richesse et aux relations diminue alors. Les affaires terrestres demeurent même après le départ de ce monde. Seule la richesse spirituelle reste un atout pour l'individu. Ceux qui ont été gonflés d'orgueil pour leurs accomplissements se soumettront docilement au Dieu de la mort quand cette heure sera venue. Ivres d'orgueil, certaines personnes maltraitent leurs frères. Ils seront laissés dans la terre aride du crématoire avec les bêtes et les oiseaux attendant avec joie de se régaler de leur chair. Penser à cela entraînera les mauvaises pensées hors de l'esprit.

### Yoga
Nigamananda a beaucoup écrit sur le yoga. Ses théories et techniques peuvent être trouvés dans son livre Yogi Guru,. Exemples :

#### Lehatha yogaet lelaya yoga
Le hatha yoga peut être pratiqué lorsque le corps est conçu à cet effet. Le corps doit d'abord être nettoyé des impuretés à travers sat sadhana, les six pratiques élémentaires du yoga. Le hatha yoga est complètement différent du laya yoga. Le hatha yoga peut rendre le corps fort, lui permettant de survivre quatre cents ans ou plus, alors que le yoga laya aide l'aspirant à s'unir au suprême. Si le corps n'est pas maintenu purifié à la fois extérieurement et intérieurement avec le hatha yoga, tenter de pratiquer le yoga laya ne donnerait aucun résultat.

#### Dharanaetdhyana
Nigamananda enseigne que le système respiratoire est étroitement lié au fonctionnement complexe de l'esprit. Par conséquent, la pratique du pranayama conduit à une respiration plus calme et maintient ainsi la tranquillité d'esprit. L'esprit est soumis à des forces de pensées perturbées en raison d'une respiration irrégulière. « Je me suis ensuite appliqué aux pratiques supérieures du yoga, à savoir dharana (concentration) et dhyana (méditation) ». Le sadhaka est susceptible de mettre sa vie en danger s'il ne prend pas l'aide d'un autre lors de ces pratiques avancées. Pendant dharana, le sadhaka fait l'expérience de son propre progrès et lorsque la hauteur estimée dans la sadhana est atteinte, il entre dans les étapes successives du progrès. Tout en étant absorbé par la pratique de dhyana, le sadhaka peut passer à l'état de samadhi. Il n'est pas prévisible de savoir quand il atteint cet état de conscience. Jusqu'au samadhi, le sadhaka tâtonne dans l'obscurité avec l'aide du gourou.

#### Sampragyant samadhi
Nigamananda souligne que si les pratiques antérieures sont perfectionnées, les étapes suivantes donneront des résultats durables. Le sadhaka entre en samadhi par sa propre expérience, incluant l'éveil de la kundalini. Le mouvement ascendant et descendant de la kundalini s'appelle sampragyant samadhi (सम्प्रज्ञात समाधि).

## Travaux

### Institutions fondées

#### Ashram de Yoga Garohill
Nigamananda fonde son premier ashram de yoga en 1905 à Kodaldhoa, dans les montagnes de Garo, qui s'appelle désormais Garohill-Yogashrama (गारोहिल योगाश्रम). Son livre Yogi Guru (योगिगुरु) est écrit et composé ici en 14 jours,,.

#### Saraswata Matha
Nigamananda fonde l'ashram Shanti (शांति आश्रम) en 1912 à Jorhat pour remplir ses trois missions : propager le sanatana dharma (propagation de la religion éternelle), diffuser une véritable éducation et servir chacun en tant que dieu incarné.
Il prend une parcelle de terre de Jorhat dans le district de Sibsagar et fonde cet ashram à Akshaya Tritiya, au mois de Baishakh (en 1319 BS selon le calendrier bengali). Cela s'appelle Shanti Ashram ou Saraswata Matha (सारस्वत मठ), qui change de nom pour Assam-Bengal Saraswata Matha (आसाम बंगीय सारस्वत मठ) dans les dernières années,,. Rishi Vidyalaya est une école importante fondée sous ce matha pour la formation de yoga,,.

##### La retraite
Nigamananda initie dix disciples fervents en tant que sanyasins dans la tradition des Saraswati par ordre de Sankaracharya, dont le plus jeune est Swami Nirvanananda Saraswati (en) (érudit, philosophe et écrivain qui devient célèbre plus tard en tant que Anirvan) et Swami Prajnananda Saraswati. Assermentation à Swami Prajnanandaji en tant que mahant et administrateur des Établissements Saraswat Matha et Ashrama. Swami Nigamananda prend sa retraite et réside à Nilachala Kutir (en) à Puri pendant plusieurs années, jusqu'en 1935.

##### 100 Ans de Saraswata Matha (1912-2011)
Cette institution (Shanti Ashram) ou Saraswata Matha fondée par Swami Nigamananda en 1912 (1319 BS) a célébré son centième anniversaire le Akshaya Tritiya Baishakh, 2011 (1418 BS), à savoir le 6 mai 2011.
Nigamananda dit : « ce matha est très cher à mon cœur, je peux sacrifier ma vie cent fois pour le bien de ce matha. »

#### Nilachala Saraswata Sangha
Nigamananda accepte la culture Jagannatha et conseille à ses disciples de l'adorer en fonction de la culture de leur état ou de leur pays. Il croit que Lord Jagannath est le « symbole de la vérité »,
Le jour Sravan Purnima (journée de la pleine lune), le vendredi 24 août 1934, Nilachala Saraswata Sangha (en) (NSS - नीलाचल सारस्वत संघ - ନୀଳାଚଳ ସାରସ୍ବତ ସଂଘ ପୁରୀ) est créé par Nigamananda à Nilachala Kutir (नीलाचल कुटीर - ନୀଳାଚଳ କୁଟିର), Puri,. Les fidèles Oriya se rassemblent là pour fêter son anniversaire. Il leur conseille de former un cercle religieux. Selon ses souhaits, les fidèles fondent une association pour des entretiens religieux. Nilachala Saraswata Sangha (la Sangha) est donc créée pour réaliser son objectif tripartite : (1) mener une vie de famille idéale, (2) établir un pouvoir combiné et (3) le partage de sentiments.

#### Ashrams de Guru Braham
Nigamananda établit les ashrams de Guru Brahama (गुरु ब्रह्म आश्रम) où des personnes de toutes les confessions peuvent venir prier à leur manière.
Il institue cinq ashrams dans cinq divisions du Bengale indivisé. Ce sont les ashrams de Purba Bangala Saraswat à Moinamati, Comilla (Bangladesh), maintenant dans le Tripura, Madhya Bangala Saraswat à Kalni, Dacca, désormais le village de Purbasthali dans le district de Bardhaman, Uttar Bangala Saraswat à Bogra, Paschima Bangala Saraswat à Kharkusama à Midnapore et Dakhina Bangala Saraswat à Halisahar, 24 Paragans.
Nigamananda installe Jagat Gurus Ashan (जगत गुरु आसन) en 1915 à Kokilamukh, dans la ville de Jorhat, état d'Assam, crée de nombreux ashrams et fait des milliers de disciples dans la tradition du Guru–shishya (en).

#### D'autres fondations
Les adeptes de Nigamananda dirigent des centres d'éducation Nigamananda en Orissa, ainsi que des écoles et des établissements d'enseignement en Inde.

### Publications

#### Saraswata Granthavali

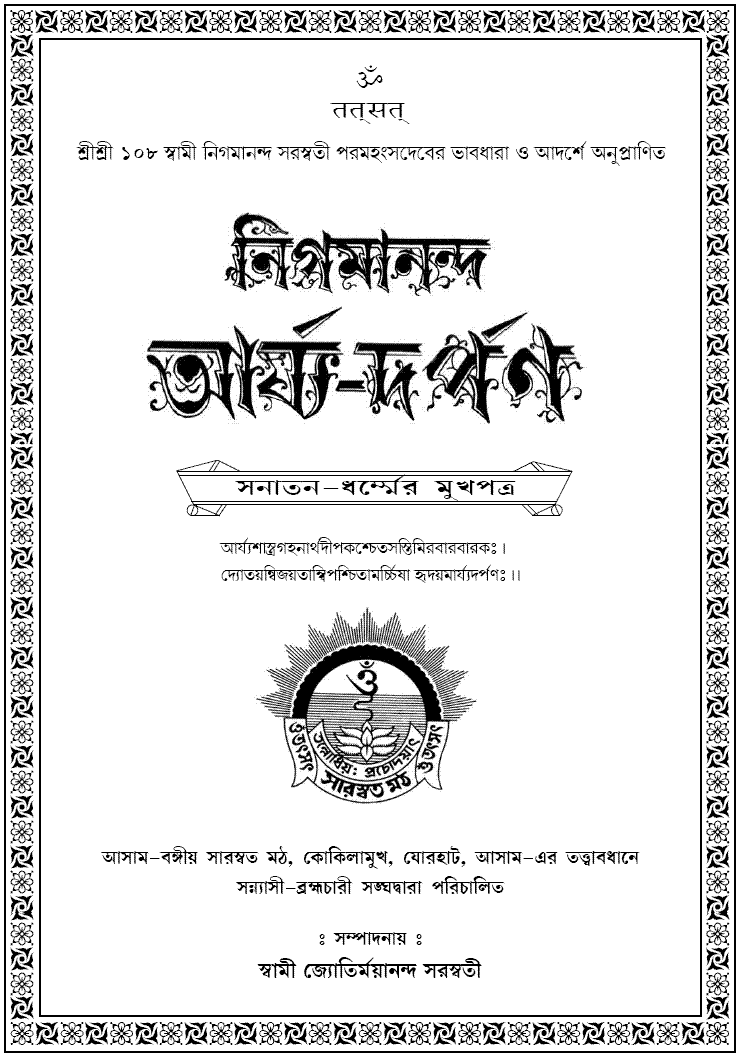
Sanatana Dharma Patrika-Arya Darapan

Nigamananda a écrit et publié une série de livres, connus collectivement sous le nom de Saraswata Granthavali (सारस्वत ग्रंथावली). Ce sont les Brahmacharya Sadhan (ब्रह्मचर्य साधन), Yogiguru (योगिगुरु), Tantrikguru (तांत्रिकगुरु), Jnaniguru (ज्ञानीगुरु), et Premikguru (प्रेमिकगुरु), qui traitent des principes de base de presque tous les modes de sadhana (pratique spirituelle) prévalant dans le Dharma sanatan (en),. Les adeptes de Nigamanananda pensent que ces livres sont utiles à toute personne fidèle et, s'ils sont pratiqués avec soin, conduiront au succès dans les pratiques spirituelles. Grâce aux efforts de Mohanty, ces livres ont été traduits du bengali en oriya.

#### Arya Darpan
Nigamananda a également publié Arya Darpan (आर्य दर्पण), un magazine mensuel sur le dharma sanatana, destiné à diffuser le savoir spirituel non sectaire parmi les masses. De nombreux essais sur des sujets importants liés aux questions religieuses et scripturaires ont été inclus dans ce magazine.

#### Thakurer Chithi
En conseillant ses disciples, Nigamananda a écrit des lettres, dont cent sont rassemblées dans un livre intitulé Thakurer Chithi (ठाकुरेर चिठी). Cette information a été publiée dans une revue de Calcutta, Modern Review (en), fondée par Ramananda Chatterjee (en), le 26 décembre 1938.
Les autres collections de Nigamananda sont Maayer Kripa (मायेर कृपा), Vedanta Vivek (वेदांत विवेक) et Tattvamala (तत्वमाला).

### Bhakta Sammilani

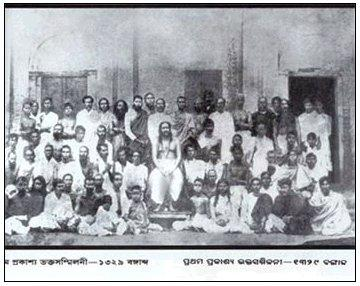
Swami Nigamananda (au milieu) avec des disciples dans le Bhakta Sammilani en 1922

Nigamananda crée une conférence annuelle appelée Bhakta Sammilani (भक्त सम्मिलनी) pour les chefs de famille et les sannyasins, afin de renforcer les groupes de prière, de discuter de l'importance d'avoir un gourou, de passer en revue le bien-être des sannyasins vivant dans les ashrams, d'aider à la résolution des problèmes liés à eux et à l'ensemble des ashrams, assurent le bien-être des communautés, telles que des écoles et donnent des conférences sur la vie spirituelle publique par des conférenciers éclairés,.
Nigamananda classe Bhakta Sammilani en Sarbabhouma (à l'échelle du pays ou सार्बभौम भक्त सम्मिलनी) et en Pradeshika (à l'échelle de l'État ou प्रादेशिक भक्त सम्मिलनी.) Le premier Sarbabhouma Bhakta Sammilani est créé par lui à Kokilamukh en 1915. Le premier Pradeshika Bhakta Sammilani est tenu en 1947 par Nilachala Saraswata Sangha, Puri à Ankoli, dans le district de Ganjam, le jour de la pleine lune de maagha.

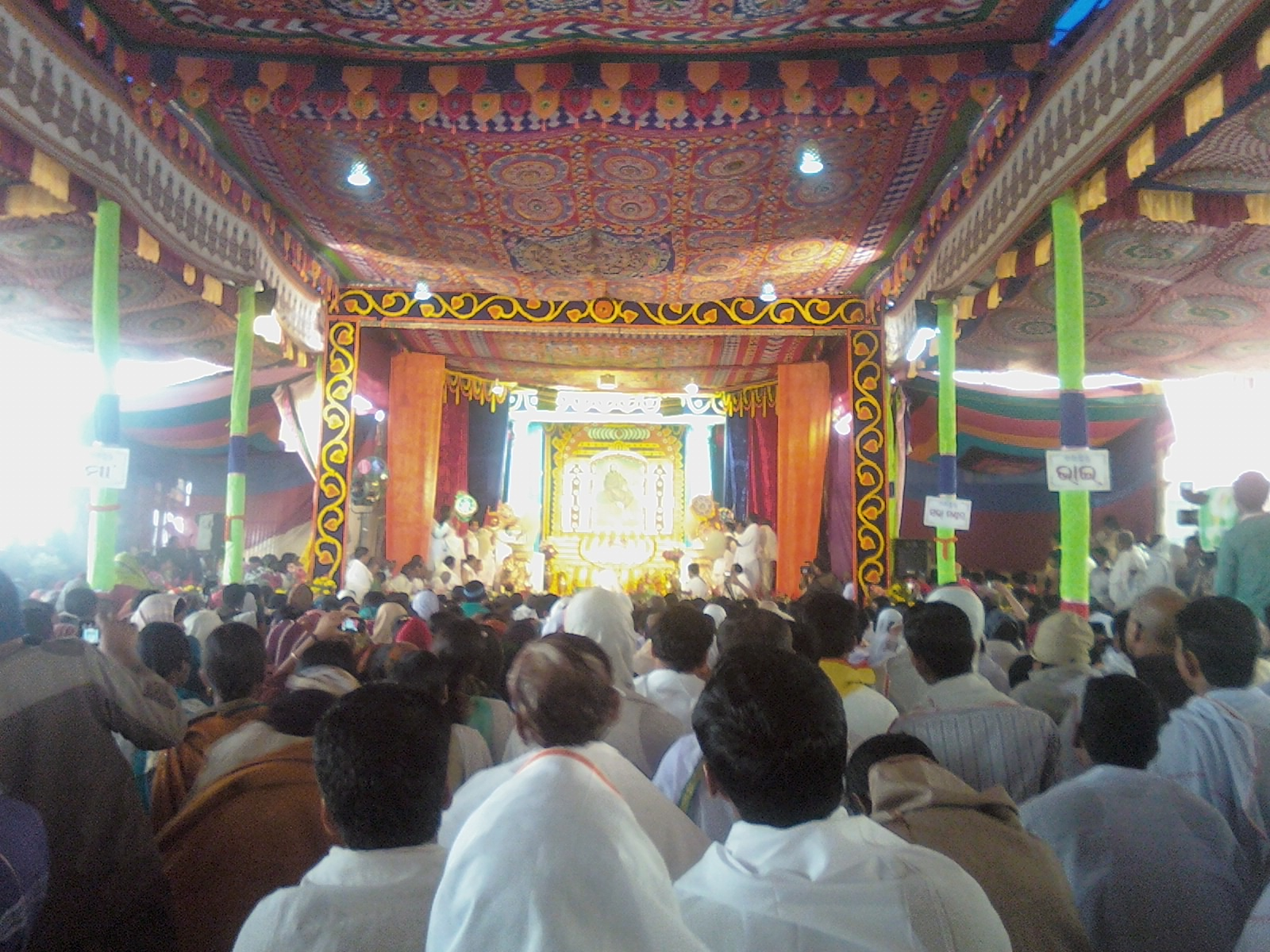
Swami Nigamananda de Utkal Pradeshika Bhakta Sammilani-no 61 (उत्कल प्रादेशिक भक्त सम्मिलनी), tenu dans le village de les 6, 7 et 8 février 2012

Nigamananda définit un jour de prière différent pour les femmes disciples, où elles seules peuvent participer et échanger leurs points de vue.
Il dit dans un sammilani : « Mes fidèles sont pleinement conscients que je suis ravi de les voir se rassembler dans ce sammilani, une fois par an, à Noël. Un tel rassemblement apporterait la gloire aux maths et ferait également du bien au monde en général ».

## Héritage
L'anniversaire de Nigamananda est célébré chaque année le jour de Sravan Purnima à Nilachala Kutir dans la culture de l'Oriya. Le 10 août 2014, son 134e anniversaire est célébré à Nilachala Kutir. Le 63e Bhakta Sammilani est célébré en février 2014 à Bhadrak.

## Lectures complémentaires

### Livres
Bengali
- (bn) Swami Nigamānanda Paramahansa, Yogī guru, archive.org (lire en ligne)
- (bn) Swami Nigamānanda Paramahansa, Gyānī guru, archive.org (lire en ligne)
- (bn) Swami Nigamānanda Paramahansa, Tantrika guru, archive.org (lire en ligne)
- (bn) Swami Nigamānanda Paramahansa, Premika guru, archive.org (lire en ligne)
- (bn) Swami Nigamānanda Paramahansa, Vedanta Viveka, archive.org (lire en ligne)
- (bn) Swami Nigamānanda Paramahansa, Bramhacharya Sadhana, archive.org

Odia
- (or) Banamali Dash et Durga Charan Mohanty, ଶ୍ରୀ ଶ୍ରୀ ଠାକୁର ନିଗମାନନ୍ଦ, Nilachala Saraswata Sangha (lire en ligne)
- (or) Swami Nigamānanda Paramahansa, ଯୋଗୀଗୁରୁ, Nilachala Saraswata Sangha (lire en ligne)
- (or) Swami Nigamānanda Paramahansa, ଜ୍ଞାନୀ ଗୁରୁ, Nilachala Saraswata Sangha (lire en ligne)
- (or) Swami Nigamānanda Paramahansa, ତାନ୍ତ୍ରିକ ଗୁରୁ, Nilachala Saraswata Sangha (lire en ligne)
- (or) Swami Nigamānanda Paramahansa, ପ୍ରେମିକ ଗୁରୁ, Nilachala Saraswata Sangha
- (or) Swami Nigamānanda Paramahansa, ବେଦାନ୍ତ ବିବେକ, Nilachala Saraswata Sangha (lire en ligne)
- (or) Swami Nigamānanda Paramahansa, ବ୍ରହ୍ମଚର୍ଯ୍ୟ ସାଧନ, Nilachala Saraswata Sangha (lire en ligne)
- (or) Swami Chidānanda, ମାଆଙ୍କ କୃପା, Nilachala Saraswata Sangha (lire en ligne)

Anglais
- Swami Nigamānanda Paramahansa, Tantrika guru, Saraswata Sangha, 1989 (lire en ligne)
- Swami Nigamānanda Paramahansa, Gyānī guru, Nilachala Saraswata Sangha, 1989 (lire en ligne)
- Swami Nigamānanda Paramahansa, Premika guru, Nilachala Saraswata Sangha, 1989 (lire en ligne)
- Swami Nigamānanda Paramahansa, Yogī guru, Nilachala Sarasvata Sangha, 1963 (lire en ligne)
- Swami Nigamānanda Paramahansa, Brahamacharya Sadhana, Nilachala Sarasvata Sangha, 1969 (lire en ligne)

### Bibliothèques
Littérature anglaise
- The divine universal gospels of Sri Nigamananda de la bibliothèque nationale, ministère de la culture, gouvernement de l'Inde (Appel Non. E 294.598 D 496)
- Sadguru Nigamananda: a spiritual biography / Moni Bagchee Hathi Trust Digital Library
- Sadguru Nigamananda openlibrary.org

Littérature bengali
- Premika Guru Auteur : Paramhansa, Nigamananda, Le Bengale de l'ouest, réseau de bibliothèques publiques
- Yogi Guru Auteur : Paramhansa, Nigamananda, Le Bengale de l'ouest, réseau de bibliothèques publiques

### Leçons
Sri Chinmoy Library Collections
- My Guru Is The Highest
- Dream Becomes Reality
- Temptation-Power Almost Succeeds
- Not The Outer Form, But The Inner Essence
- Body's Beauty Fails; Soul's Beauty Sails
- Divine Love Consoles Human Loss
- Swami Nigamananda (Not an Avatar)
- The Master's Protection-Arms
- Attachment-Cry Versus Oneness-Sky
- A Mere God-Lover

### Lettres
- Thakurer Chithi (ठाकुरेर चिठी) Une collection de 100 lettres écrites par Swami Nigamananda Paramahansa à ses disciples, The Modern review (page 337)